# 燕坊镇
燕坊镇，是中华人民共和国江西省九江市永修县下辖的一个乡镇级行政单位。

## 行政区划
燕坊镇下辖以下地区：
排楼岭社区、城泉社区、江垅村、四联村、岭上村、越山村和金坂村。